# Faucaria
A Faucaria a szegfűvirágúak (Caryophyllales) rendjébe, ezen belül a kristályvirágfélék (Aizoaceae) családjába tartozó nemzetség.

## Előfordulásuk
A Faucaria-fajok természetes előfordulási területe a Dél-afrikai Köztársaságban találhatók meg.

## Rendszerezés
A nemzetségbe az alábbi 8 faj tartozik:
- Faucaria bosscheana (A.Berger) Schwantes
- Faucaria britteniae L.Bolus
- Faucaria felina (L.) Schwantes
- Faucaria gratiae L.Bolus
- Faucaria nemorosa L.Bolus ex L.E.Groen
- Faucaria subintegra L.Bolus
- Faucaria tigrina (Haw.) Schwantes - típusfaj
- Faucaria tuberculosa (Rolfe) Schwantes